# Casa al carrer Anselm Clavé, 18 (l'Espluga de Francolí)
La Casa al carrer Anselm Clavé, 18 és una obra eclèctica de l'Espluga de Francolí (Conca de Barberà) inclosa a l'Inventari del Patrimoni Arquitectònic de Catalunya.

## Descripció
L'edifici respon a la tipologia de casa burgesa de la segona meitat del segle xix, quan els mestres d'obres empraven un llenguatge eclèctic amb la barreja d'elements d'inèrcia neoclàssica amb d'altres de populars. La portada està envoltada d'una espècie d'encoixinat que recorda les antigues dovelles i el balcó central de la planta noble està coronat per un frontó. Un altre element de pervivència clàssica pot ser les bandes horitzontals del cos central que recorden també l'encoixinat i la balustrada estilitzada.